# ポートフォリオ (金融)
ポートフォリオ（英: portfolio）とは、資産構成の事である。資産ゼロや単一の資産などもポートフォリオと呼ぶ。ただし、ポートフォリオと明示している場合は「リスクマネジメント」を考慮した複数の資産の構成のことを示す。

## 概要
マクロ経済学の分野からの延長線上として、金融経済学や数理ファイナンスを金融工学と同様に理論的バックグラウンドとして持ち、貨幣市場において金融機関が事業活動を通じて取り扱う様々なリスクを計測し適切なマネージメントを考える上で重要な概念である。
資産選択の問題として考察すると、収益が確定し、リスクの少ない無リスク資産と、市場価格の変動によるキャピタル・ゲインやキャピタル・ロスが発生し収益が不確実になるような、リスクのあるリスク資産を、どのような割合で保有するのがよいかという問題である。
この問題を貨幣需要として見た場合、ケインズの流動性選好というトピックが資産の保有形態に連結したように、貨幣固有の性質を考慮する必要があるが、つまるところ、このアプローチは取引動機という経済上のステータスを議論するのである。したがって、金融的アプローチの際には、確率過程を導入することが有効であり、さまざまな要因を考慮した関数によって、金融独自の経済の上の動向を追跡すればよい。
1952年にハリー・マーコウィッツ(Markowitz)がポートフォリオ理論に関する論文を発表してから、すでに半世紀近くが過ぎている。この半世紀は、投資収益率についてのリスクとリターンとの関係への着目、有望銘柄の発掘からポートフォリオ運用へと、理論的にも実務的にも大きく進んだ時代であった。マーコヴィッツの平均=分散分析(mean-variance analysis)に始まり、1960年代中ごろのシャープ(Sharpe)、リントナー(Lintner)、モッシン(Mossin)らが展開した資本資産評価モデル(CAPM)、ロール（英: Richard Roll）やロス（英: Stephen Ross）を中心とした裁定価格理論(APT)などの、現代ポートフォリオ理論(MPT)になる。